# Oberdorf (Gemeinde Rennweg)
Oberdorf ist eine Ortschaft und eine Katastralgemeinde der Gemeinde Rennweg am Katschberg im Bezirk Spittal an der Drau in Kärnten.

## Siedlungsentwicklung
Zum Jahreswechsel 1979/1980 befanden sich in der Katastralgemeinde Oberdorf insgesamt 253 Bauflächen mit 39.117 m² und 61 Gärten auf 12.105 m², 1989/1990 gab es 245 Bauflächen. 1999/2000 war die Zahl der Bauflächen auf 574 angewachsen und 2009/2010 bestanden 310 Gebäude auf 573 Bauflächen.

## Bodennutzung
Die Katastralgemeinde ist start forstwirtschaftlich geprägt. 315 Hektar wurden zum Jahreswechsel 1979/1980 landwirtschaftlich genutzt und 1186 Hektar waren forstwirtschaftlich geführte Waldflächen. 1999/2000 wurde auf 317 Hektar Landwirtschaft betrieben und 1113 Hektar waren als forstwirtschaftlich genutzte Flächen ausgewiesen. Ende 2018 waren 241 Hektar als landwirtschaftliche Flächen genutzt und Forstwirtschaft wurde auf 1248 Hektar betrieben. Die durchschnittliche Bodenklimazahl von Oberdorf beträgt 13,4 (Stand 2010).